# Список эпизодов телесериала «От заката до рассвета»
«От заката до рассвета» (англ. From Dusk Till Dawn: The Series) — американский телесериал 2014 года, созданный Робертом Родригесом. Сюжетные линии завязаны вокруг братьев-преступников Гекко, которые захватили семью бывшего пастора и оказались в логове вампиров. Ремейк одноимённого фильма 1996 года, снятый тем же режиссёром.

## Сюжет
Сет Гекко (Ди Джей Котрона) и его неуравновешенный брат Ричард (Зейн Хольц) — известные грабители банков, которых давно разыскивает ФБР. После очередного ограбления, в ходе которого они убили нескольких человек, за ними начинают охоту техасский шериф МакГроу (Дон Джонсон) и рейнджер Гонсалес (Джейси Гарсия). Чтобы уйти от преследования, братья захватывают фургон с бывшим священником Джейкобом Фуллером (Роберт Патрик) и его семьёй (Мэдисон Дэвенпорт и Брендон Су Ху). На нём они решают отправиться в Мексику, а там притаиться в стрип-клубе «Кручёные сиськи», населённом упырями и кровососами. Во время шоу стриптизёрша Сантанико Пандемониум исполняет эротический танец и внезапно превращается в упыря, и злые вампиры атакуют гостей. Братья и семья Фуллеров встают на тропу войны с упырями.

## Обзор сезонов
| Сезон | Сезон | Эпизоды | Оригинальная дата показа | Оригинальная дата показа |
| Сезон | Сезон | Эпизоды | Премьера сезона          | Финал сезона             |
| ----- | ----- | ------- | ------------------------ | ------------------------ |
|       | 1     | 10      | 11 марта 2014            | 20 мая 2014              |
|       | 2     | 10      | 25 августа 2015          | 27 октября 2015          |
|       | 3     | 10      | 6 сентября 2016          | 1 ноября 2016            |

## Список серий

### Сезон 1(2014)
Главные герои сериала — братья-преступники Сет и Ричард Гекко. Помимо ФБР их также разыскивают техасские рейнджеры Эрл Мак Гроу и Фредди Гонзалес, которые изо всех сил пытаются найти братьев после ограбления банка, в котором они оставили несколько трупов. Направляясь в Мексику, Сет и Ричард берут в заложники бывшего священника Джейкоба и его семью. Воспользовавшись их трейлером, они собираются безопасно пересечь границу и встретиться со своим мексиканским контактом в небольшом придорожном стрип-клубе. Тут и начинают развиваться все самые жуткие события, ведь владельцами этого заведения оказываются вампиры, жаждущие человеческой крови. Старые обиды приходится забыть и объединиться вместе, чтобы продержаться до рассвета.
| № общий | № в сезоне | Название                                    | Режиссёр        | Автор сценария           | Дата премьеры  |
| --- | ---------- | ------------------------------------------- | --------------- | ------------------------ | -------------- |
| 1 | 1          | «Пилот» «Pilot»                             | Роберт Родригес | Роберт Родригес          | 11 марта 2014  |
| Ограбив банк, и с нефтяными облигациями на 30 миллионов долларов в кармане, братья Сет и Ричи останавливаются в винном магазине. Пока Сет в уборной звонит своему контакту в Мексике, Карлосу Мадригалу, чтобы тот помог им пересечь границу, Ричи, в приступе паранойи, берёт в заложники двух девушек и клерка. Ситуация только усугубляется, когда в то же время в магазин приезжают два техасских рейнджера, Эрл Мак Гроу и Фредди Гонзалес. Начинается перестрелка, в которой погибают клерк и Мак Гроу. Сет и Ричи поджигают магазин и убегают. Фредди клянётся, что отомстит им. |            |                                             |                 |                          |                |
| 2 | 2          | «Обширное кровотечение» «Blood Runs Thick»  | Роберт Родригес | Диего Гутье́ррес          | 18 марта 2014  |
| Странные и необъяснимые видения Ричи с каждой минутой все усиливаются. Тем временем вдовец Джейкоб Фуллер забирает своих детей Кейт и Скотта, и едет в Мексику на трейлере. Кейт боится что её отец сошёл с ума после смерти жены, и звонит своему парню, чтобы тот её забрал, но тому по пути встречается Карлос, который оказывается вампиром. |            |                                             |                 |                          |                |
| 3 | 3          | «Госпожа» «Mistress»                        | Эдуардо Санчес  | Карлос Кото              | 25 марта 2014  |
| Оставив Ричи одного с заложницей в мотеле, Сет встречается со своей бывшей женой, которая помогла братьям Гекко ограбить банк, отдаёт ей долю и объясняет что не сможет перевести её через границу. Ричи снова начинают мучить видения. Трейлер Фуллеров ломается. Пока Джейкоб ищет помощи, Кейт пытается понять как именно умерла её мама. Фредди встречается с профессором Эйданом Таннером чтобы обсудить странные убийства вдоль границы с Мексикой и странный нож с древними символами (на самом деле принадлежавший Ричи), который они с Мак Гроу нашли в винном магазине. |            |                                             |                 |                          |                |
| 4 | 4          | «Пора идти» «Let's Get Ramblin»             | Роберт Родригес | Марсель Родригес         | 1 апреля 2014  |
| Сет понимает, что им придётся сменить транспортное средство чтобы добраться до Мексики незамеченными. Проблема решается сама собой, когда в мотеле останавливаются Фуллеры. Под влиянием ножа, Фредди начинает видеть те же видения, что и Ричи, и они приводят его к мотелю. Начинается перестрелка, но Гекко и Фуллерам всё же удаётся уехать. |            |                                             |                 |                          |                |
| 5 | 5          | «Замкнутый» «Self-Contained»                | Джо Менендес    | Мэтт Морган и Иан Собель | 8 апреля 2014  |
| Трейлер приезжает к границе с Мексикой. Так как видения и безрассудный страх берут верх над Ричи, Джейкоб берет ситуацию в свои руки и твердо намерен провезти своих детей через границу. После перестрелки в мотеле, Фредди отстраняют от дела Гекко, но тот всё равно едет к границе с намерением их словить. А Карлос делает всё возможное чтобы дать им проехать. |            |                                             |                 |                          |                |
| 6 | 6          | «Место мертвых дорог» «Place of Dead Roads» | Дуайт Литтл     | Альваро Родригес         | 15 апреля 2014 |
| Гекко и Фуллеры наконец-то добрались до места встречи с Карлосом – стрип-клуба «Кручёные сиськи». Там же оказывается и любопытный профессор Таннер, переодетый в байкера, и представляется Кейт как «Секс-машина». У входа в клуб, зазывала делает неприличный комментарий в адрес Кейт, и Сет ломает ему нос. Тот зовёт друзей чтобы отомстить Сету, но его спасает вампир и враг Карлоса, Нарцисо. Тем временем Кейт пытается убедить Ричи отдать ей ключи от трейлера и дать её семье возможность уехать, а Фредди сам пересекает границу и оказывается в плену у Карлоса. |            |                                             |                 |                          |                |
| 7 | 7          | «Пандемониум» «Pandemonium»                 | Роберт Родригес | Диего Гутьеррес          | 29 апреля 2014 |
| На сцене появляется танцовщица Сантанико Пандемониум, и Ричи узнаёт её: именно она представлялась ему в видениях и привела его сюда. Но когда Фредди врывается в клуб и вонзает Ричи нож в руку, та тут же превращается в вампира. Вскоре все танцовщицы превращаются в вампиров и нападают на посетителей бара. В живых остаются только братья Гекко, Фуллеры и Таннер, который объясняет им природу здешних вампиров, так называемых «кулебрас», и что клуб на самом деле находится на вершине древнего храма. Они начинают готовиться к следующей атаке. Тем временем, Карлос и Сантанико отравляют своих господ-вампиров. |            |                                             |                 |                          |                |
| 8 | 8          | «Покорение» «La Conquista»                  | Феде Альварес   | Марсель Родригес         | 6 мая 2014     |
| После того как Скотт проваливается внутрь храма и Сантанико похищает Ричи, Сет, Джейкоб, Кейт и Таннер спускаются вглубь храма, где встречают обезумевшего отшельника Сержанта Фроста. Фредди, который оказывается потомком воинов Отоми и благодаря этому не может умереть от укуса вампира, неожиданно сталкивается с Карлосом. Вампиры из глубин храма похищают Кейт чтобы принести её в жертву. Сантанико убеждает Ричи дать ей сделать его вампиром. |            |                                             |                 |                          |                |
| 9 | 9          | «Взломщик» «Boxman»                         | Ник Копус       | Мэтт Морган и Иан Собель | 13 мая 2014    |
| Сет наконец-то находит Ричи, но они оказываются в потустороннем лабиринте. Чтобы выйти из него, им предстоит пройти испытание: совершить ограбление, на котором Сет в реальности попался пять лет назад. Тем временем Фредди и Джейкоб теряют след Кейт и Таннера, но находят Скотта, уже ставшего вампиром. |            |                                             |                 |                          |                |
| 10 | 10         | «Куш» «The Take»                            | Дуайт Литтл     | Карлос Кото              | 20 мая 2014    |
| Таннер пытается принести Кейт в жертву, но Фредди и Джейкоб убивают его. Скотт кусает Джейкоба, и тот требует, чтобы Кейт его убила до того, как он станет вампиром. Кейт и Фредди наконец-то находят выход из храма. Ричи проходит ритуал и становится принцем Сантанико. Сантанико готовит церемонию, которая освободит её и даст ей возможность покинуть храм, но ей нужен Ричи, и в последний момент Карлос похищает его, требуя взамен все облигации, которые братья Гекко украли в банке. Сету удаётся спасти Ричи. На рассвете, Сантанико и Ричи совершают церемонию, в процессе которой все вампиры в клубе кроме них умирают, и она обретает свободу. Сет и Кейт остаются искать счастья в Мексике, Сантанико и Ричи уезжают в США. Нарцисо запирает Карлоса в лабиринте. |            |                                             |                 |                          |                |

### Сезон 2(2015)
Прошло три месяца. Хозяин злополучного стрип-клуба и один из Повелителей Ночи, Амансио Мальвадо, узнаёт о освобождении Сантанико и намеревается её вернуть. В то же время, за ним охотятся с одной стороны Сантанико и Ричи, а с другой – Сет  и его новая подруга Соня, первые хотят его убить, а вторые – ограбить. Мальвадо также узнаёт о колодце крови, который создал для себя один из Повелителей Ночи, и начинает его искать. Карлос выбирается из лабиринта и предаёт своего хозяина. Кейт пытается найти способ спасти своего брата.
| № общий | № в сезоне | Название                                                                                  | Режиссёр         | Автор сценария                      | Дата премьеры    |
| --- | ---------- | ----------------------------------------------------------------------------------------- | ---------------- | ----------------------------------- | ---------------- |
| 11 | 1          | «Ночная премьера» «Opening Night»                                                         | Роберт Родригес  | Альваро Родригес                    | 25 августа 2015  |
| Прошло три месяца. В опустевший стрип-клуб приходит один из девяти Повелителей Ночи, Амансио Мальвадо. Он возмущён освобождением Сантанико, и намеревается её вернуть в своё повиновение. Тем временем, Сантанико ощущает его присутствие, и, с помощью Ричи, начинает искать способ найти его первой, чтобы отомстить ему, ведь это именно он когда-то заставил её танцевать в клубе и заманивать невинные души. Тем временем, жизнь Сета и Кейт в Мексике не складывается: Сет не даёт Кейт помочь ей в его ограблениях, один не справляется, и к тому же подсел на иглу. Ричи сжигает машину с двумя трупами, переодетыми в него и Сета, чтобы полиция считала их мёртвыми. Мальвадо подключает к поискам Сантанико древнего воина по прозвищу «Регулятор». Сет знакомится с татуировщицей Соней, которая делает для него и Кейт фальшивые паспорта. Карлос выходит из лабиринта. |            |                                                                                           |                  |                                     |                  |
| 12 | 2          | «В тёмное время» «In a Dark Time»                                                         | Эдуардо Санчес   | Альваро Родригес и Карлос Кото      | 1 сентября 2015  |
| В облигациях, которые Карлос забрал у братьев Гекко, оказывается скрытая карта, расшифровать которую может только профессор Таннер, который выжил и стал вампиром. Карта оказывается неполной: не хватает четырёх облигаций, которые Сет отдал бывшей жене, и которые у неё при аресте забрала полиция. Нарцисо убеждает Скотта убить Карлоса, но он не может этого сделать. Фредди начинают мучить видения, и под их влиянием, он находит массовое захоронение, а затем проводит обыск в доме Таннера и забирает древний манускрипт. Кейт и Сет пытаются провернуть дело, но их находит Регулятор. В итоге Сет оставляет Кейт машину и половину куша, она едет домой, а Сет остаётся в Мексике. |            |                                                                                           |                  |                                     |                  |
| 13 | 3          | «Нападение 15-метровой Секс-машины» «Attack of the 50 Ft. Sex Machine»                    | Алехандро Бругес | Марсель Родригес                    | 8 сентября 2015  |
| С помощью связей Эдди, дяди братьев Гекко, Ричи и Сантанико внедряются в операцию Мальвадо по торговле людьми. Соня заставляет Сета слезть с иглы, в то же время Регулятор и Карлос выходят на их след. Таннер понимает, что Фредди украл манускрипт, без которого ему не расшифровать карту, и осаждает его дом. |            |                                                                                           |                  |                                     |                  |
| 14 | 4          | «Лучший домик ужасов в Техасе» «The Best Little Horror House in Texas»                    | Джо Менендес     | Мэтт Морган и Иан Собель            | 15 сентября 2015 |
| Сет и Соня навещают Эдди и узнают о планах Ричи. Кейт возвращается домой, и находит там Скотта, который намерен вернуться к нормальной жизни, и даже идёт на вечеринку к одноклассникам, но его инстинкты вампира берут над ним верх. Когда он убивает девушку, Кейт зовёт на помощь Фредди. Торговец людьми Нейтан Бланшард, в доверие которого втёрлись Ричи и Сантанико, продаёт девушек, которых они им доставили, на аукционе. Среди покупателей оказывается Карлос. |            |                                                                                           |                  |                                     |                  |
| 15 | 5          | «Рабство» «Bondage»                                                                       | Джо Менендес     | Луиза Лесчин                        | 22 сентября 2015 |
| Карлос похищает Сантанико, и пытается убедить её вернуться к нему, и их находит Регулятор. Нарцисо выдаёт Ричи Бланшарду, и тот берёт его в плен, но его спасает Сет. С помощью коррумпированого шерифа, они находят штаб-квартиру Мальвадо, новый бар «У Джеда-головореза». Тем временем, Кейт и Фредди связывают Скотта, но у того получается сбежать. |            |                                                                                           |                  |                                     |                  |
| 16 | 6          | «Странные сказки» «Bizarre Tales»                                                         | Карлос Кото      | Карлос Кото                         | 29 сентября 2015 |
| Чтобы вместе спланировать нападение и ограбление Мальвадо, по совету Эдди, братья Гекко, Сантанико и Соня ужинают в ресторане. Там же Сантанико понимает, что Соня что-то скрывает. Регулятор приводит Карлоса в «Кручёные сиськи», где Нарцисо предлагает ему снова работать на него, но Карлос убивает его и взрывает клуб. Кейт и Фредди выходят на Повелителя Ночи по имени Селестино Окульто, который когда-то похоронил заживо тысячу людей, создав запас крови особого сорта, которую он называет «санта сангре» (святая кровь) . Им приходится бежать, когда в дом Окульто приходят Мальвадо и Регулятор. Мальвадо убивает Окульто и забирает его дубину, которая на самом деле оказывается ключом к колодцу где хранится весь запас «санта сангре». Именно к нему ведёт и карта. |            |                                                                                           |                  |                                     |                  |
| 17 | 7          | «Принесите мне голову Сантанико Пандемониум» «Bring Me the Head of Santanico Pandemonium» | Дуайт Литтл      | Диего Гутьеррес                     | 6 октября 2015   |
| Карлос и Скотт приходят в дом Окульто, где всё ещё находятся Кейт и Фредди, чтобы забрать у Фредди последние четыре облигации. Фредди узнаёт от слуги Окульто, что у него есть роль в борьбе Добра и Зла – он миротворец, судья. Кейт видит в «санта сангре» возможность дать Скотту выжить без нужды убивать и предаёт Фредди, отдав Карлосу облигации. Сет и Ричи не могут сработаться, и снова начинают работать друг против друга, чего Эдди не может допустить. Когда Эдди, Сет, Ричи, Сантанико и Соня собираются вместе, на них нападает Регулятор. Сету удаётся его убить, но в схватке погибает Эдди. Чтобы почтить его последнее желание, Сет и Ричи соглашаются работать вместе. Сет встречается с Мальвадо и обещает привезти ему Сантанико. |            |                                                                                           |                  |                                     |                  |
| 18 | 8          | «Последнее искушение Ричарда Гекко» «The Last Temptation of Richard Gecko»                | Эдуардо Санчес   | Альваро Родригес и Марсель Родригес | 13 октября 2015  |
| Карлос, Таннер, Скотт и Кейт проводят ритуал, с помощью которого Таннер находит местоположение «санта сангре», и Карлос отдаёт Кейт Мальвадо в обмен на ключ. Братья Гекко, Сантанико, Соня и примкнувший к ним Фредди начинают своё нападение на Мальвадо. Там же Сет узнаёт что Соня работает на Мальвадо и убивает её, а сам Мальвадо делает Ричи заманчивое предложение: занять его место в кругу Повелителей Ночи. |            |                                                                                           |                  |                                     |                  |
| 19 | 9          | «Будет кровь» «There Will Be Blood»                                                       | Джо Менендес     | Мэтт Морган и Иан Собель            | 20 октября 2015  |
| Сто лет тому назад, колодец с «санта сангре» нашли шахтёры, но когда кровь из хранилища смешалась с кровью одного из шахтёров, тот сошёл с ума и убил всех своих товарищей. Карлос открывает хранилище с «санта сангре», и начинает выкачивать из него всю кровь и закачивать её в цистерну. Мальвадо отправляет на их поиски Ричи и Кейт. Таннер ловит Фредди и хоронит его заживо. Мальвадо берёт Сантанико под свой контроль и начинает организовывать их переход в новый мир (пресловутый «Эль Рей») , но Сантанико приходит в себя и, с помощью Сета, убивает Мальвадо. |            |                                                                                           |                  |                                     |                  |
| 20 | 10         | «Святая кровь» «Santa Sangre»                                                             | Роберт Родригес  | Диего Гутьеррес                     | 27 октября 2015  |
| Карлос убивает Кейт, перед смертью она отказывается стать вампиром и проклинает Скотта и Ричи. Фредди освобождает вампирша по имени Химена, которая работает на другую Повелительницу Ночи, и сообщает ему что Карлос хочет, чтобы вампиры-кулебрас правили миром. Ричи возвращается в бар «У Джеда-головореза» и рассказывает Сету, Сантанико и Фредди то, что видел. Сет предлагает Ричи тряхнуть стариной и просто-напросто украсть цистерну с кровью. Скотт переворачивает грузовик с цистерной на парковке у бара, и после того как вампиры пьют эту кровь, в баре начинается бойня. Несмотря на то, что Карлос стал неуязвимым благодаря тому, что прошёл через лабиринт, героям удаётся его одолеть, расчленив его, причём голову ему отрубает Скотт. В итоге Гекко остаются новыми хозяевами «У Джеда-головореза», Фредди возвращается домой, а Сантанико прощается с Ричи и уезжает на мотоцикле навстречу новой, свободной жизни. В хранилище ещё осталась кровь. Она мешается с кровью Кейт, и она открывает глаза… |            |                                                                                           |                  |                                     |                  |

### Сезон 3(2016)
Прошло полгода. Сет и Ричи начинают работать на Повелителей Ночи. Из-под обломков клуба «Кручёные сиськи» вылезают демоны, которых давным-давно закрыли в лабиринте, и убивают всех Повелителей, кроме одного. Сет, Ричи, Фредди и Химена выходят на тропу войны, но чтобы одержать победу над демонами, им будет нужна помощь бывших и новых союзников. А управляет демонами Амару, королева Ада, которая вселилась в тело Кейт.
| № общий | № в сезоне | Название                                       | Режиссёр         | Автор сценария           | Дата премьеры    |
| --- | ---------- | ---------------------------------------------- | ---------------- | ------------------------ | ---------------- |
| 21 | 1          | «Игры разума» «Head Games»                     | Дуайт Литтл      | Карлос Кото              | 6 сентября 2016  |
| Полгода тому назад, Карлос Мадригал взорвал клуб «Кручёные сиськи», и из-под его обломков начали вылезать демоны, заключённые в лабиринте много веков тому назад. Ричи не стал полноценным Повелителем Ночи, он с братом теперь работают коллекторами, собирая с вампиров дань для оставшихся семи Повелителей. Прошло полгода, и в их организации появляются шпионы – вампиры, которых подчиняет себе демон Калавера, и которые по сути стали марионетками без собственной воли. Венганза Вердуго, одна из Повелителей Ночи, и хозяйка Химены, объясняет братьям, что Калавера – демон из Шибальбы (Ада), куда хуже вампиров-кулебрас. Пока братья пытаются остановить Калаверу, его марионетки и демон Браса убивают всех Повелителей Ночи кроме Венганзы, которая успевает убежать. Оказывается, что у Брасы есть хозяйка – королева Шибальбы Амару, которая вселилась в воскресшее тело Кейт Фуллер. |            |                                                |                  |                          |                  |
| 22 | 2          | «Королева» «La Reina»                          | Роберт Родригес  | Диего Гутьеррес          | 6 сентября 2016  |
| Фредди и Химена исследуют пожары в местах, где вампиры молятся Сантанико Пандемониум, за которыми стоит Браса. Без Повелителей Ночи, в рядах вампиров начинается анархия, и братья Гекко решают найти единственного человека, который сможет вернуть порядок – Сантанико. Они узнают, что она открыла бойцовский клуб, перестала питаться кровью невинных и теперь просит называть её своим настоящим именем – Киса. Она сначала отказывается принимать участие в борьбе с демонами, но в клубе неожиданно появляется древний шибальбийский воин Ольмека, и нападает на неё. Сет видит в клубе Амару, и думает, что Кейт вернулась из мёртвых, но вскоре он, Ричи и Киса узнают правду, хотя ещё не знают, с кем именно имеют дело. |            |                                                |                  |                          |                  |
| 23 | 3          | «Служить и защищать» «Protect and Serve»       | Алехандро Бругес | Мэтт Морган и Иан Собель | 13 сентября 2016 |
| Оказывается, что братья Гекко вернулись из бойцовского клуба ни с чем: Киса в последний момент отказалась ехать с ними. Фредди охотится на очередного демона – человекообразного демона с хвостом скорпиона, который похищает вампиров и делает их рабами Амару, выдирая у них ядовитые железы. Охота приводит его к Таннеру, который вернулся в университет, и теперь превращает в вампиров студентов. Тем временем, Ричи и Сет выходят на след древнего охотника на демонов Ильхикамину, который теперь ведёт скрытный образ жизни под именем Бёрт. Химена признаётся, что не знает, где Венганза. |            |                                                |                  |                          |                  |
| 24 | 4          | «Фанглориус» «Fanglorious»                     | Эгиль Эгилссон   | Марсель Родригес         | 20 сентября 2016 |
| Амару находит Скотта (который с прошлого сезона стал музыкантом и кормится теперь исключительно преступниками, которых находит на своих концертах) и пытается его убить, но Фредди успевает его словить и привезти к Сету и Ричи. Чтобы его найти, Амару и Браса вызывают из Шибальбы трёх Воинов-ягуаров. Сет, Ричи и Фредди, в свою очередь, пытаются использовать Скотта для того, чтобы привлечь Амару, но он сбегает. Выясняется, что душа Кейт всё ещё жива, и Амару тяжело с ней совладать. |            |                                                |                  |                          |                  |
| 25 | 5          | «Шейди-Глен» «Shady Glen»                      | Эдуардо Санчес   | Сара Уайз                | 27 сентября 2016 |
| Амару и Браса выпускают рядом с районом под названием «Шейди Глен» («Тенистая долина») стаю саранчи, от укусов которой мирные люди превращаются в каннибалов. Братья Гекко, Фредди, Скотт, Таннер, Химена и Бёрт прибывают на место, чтобы разобраться с этой напастью и, если повезёт, опять сразиться с Амару. Задачу усложняет одержимая местью Дакота Блок, дочь покойного Эрла МакГроу, которая гонится за братьями Гекко, в частности за Ричи. |            |                                                |                  |                          |                  |
| 26 | 6          | «Смирительная рубашка» «Straitjacket»          | Ребекка Родригес | Фернанда Коппель         | 4 октября 2016   |
| Амару похищает Ричи, запирает его в заброшенной психбольнице и подчиняет его своей воле. |            |                                                |                  |                          |                  |
| 27 | 7          | «Ла Йорона» «La Llorona»                       | Диего Гутьеррес  | Диего Гутьеррес          | 11 октября 2016  |
| 28 | 8          | «Рио Сангре» «Rio Sangre»                      | Эгиль Эгилссон   | Карлос Кото              | 18 октября 2016  |
| 29 | 9          | «Матансас» «Matanzas»                          | Джо Менендес     | Марсель Родригес         | 25 октября 2016  |
| 30 | 10         | «Тёмная сторона солнца» «Dark Side of the Sun» | Джо Менендес     | Мэтт Морган и Иан Собель | 1 ноября 2016    |